# Walter Afanasieff
Walter Afanasieff, nato Vladimir Nikitich Afanasev (San Paolo, 10 febbraio 1958), è un compositore e produttore discografico statunitense.
La sua prima grande produzione fu il tema di 007 - Vendetta privata. Un'altra grande produzione è My Heart Will Go On, tema del film Titanic ed interpretata da Céline Dion.

## Collaborazioni
Ha lavorato con Patti LaBelle, Dusty Springfield, Michael Bolton, Jessica Simpson, Zucchero Fornaciari, Mika, Paul Anka, Josh Groban, Lionel Richie, Peabo Bryson, Aretha Franklin, Sheena Easton, Barbra Streisand, Natalie Cole, Tina Arena, Kenny G, Gary Barlow.

## Mariah Carey e Walter Afanasieff
La parte della sua carriera di maggior successo fu la produzione e la composizione di canzoni con Mariah Carey, che ha iniziato fin dal primo album (Mariah Carey) con la produzione della ballata Love Takes Time, però scritta da Ben Margulies e Mariah Carey. Il primo singolo scritto da Afanasieff è Can't Let Go, tratto dall'album Emotions.
La collaborazione finisce dopo l'album Butterfly del 1997. Afanasieff ritorna nell'album Glitter, nel quale scrisse la canzone Lead the Way.
Segue la lista delle canzoni prodotte e scritte da Mariah Carey e Walter Afanasieff.

### Dall'album Mariah Carey
- Love Takes Time (prodotta)

### Dall'album Emotions
- And You Don't Remember (scritta e prodotta)
- Can't Let Go (scritta e prodotta)
- If It's Over (prodotta)
- So Blessed (prodotta)
- Till the End of Time (scritta e prodotta)
- The Wind (prodotta)

### Dall'album MTV Unplugged
- I'll Be There (prodotta)

### Dall'album Music Box
- Dreamlover (prodotta)
- Hero (scritta e prodotta)
- Anytime You Need a Friend (scritta e prodotta)
- Music Box (scritta e prodotta)
- Without You (prodotta)
- Just to Hold You Once Again (scritta e prodotta)
- All I've Ever Wanted (scritta e prodotta)
- Everything Fades Away (scritta e prodotta)
- Do You Think Of Me (scritta e prodotta)

### Dall'album Merry Christmas
- Silent Night (prodotta)
- All I Want for Christmas Is You (scritta e prodotta)
- O Holy Night (co-produced)
- Christmas (Baby Please Come Home) (prodotta)
- Miss You Most (at Christmas Time) (scritta e prodotta)
- Joy to the World (prodotta)
- Jesus Born on This Day (scritta e prodotta)
- Santa Claus Is Comin' to Town (prodotta)
- Hark! the Herald Angels Sing/Gloria (in Excelsis Deo) (prodotta)
- Jesus What a Wonderful Child (prodotta)

### Dall'album Daydream
- Underneath the Stars (scritta e prodotta)
- One Sweet Day (con i Boyz II Men) (scritta e prodotta)
- Open Arms (co-produced)
- I Am Free (scritta e prodotta)
- When I Saw You (scritta e prodotta)
- Forever (scritta e prodotta)
- Looking In (scritta e prodotta)

### Dall'album Butterfly
- Butterfly (scritta e prodotta)
- My All (scritta e prodotta)
- Fourth of July (scritta e prodotta)
- Close My Eyes (scritta e prodotta)
- Whenever You Call (scritta e prodotta)
- Outside (scritta e prodotta)

### Dall'album Glitter
- Lead the Way (scritta e prodotta)